# Cristo morto e strumenti della Passione
Cristo morto e strumenti della Passione è un dipinto di Annibale Carracci, conservato nella Staatsgalerie Stuttgart di Stoccarda.

## Descrizione e stile
L'opera, che appartiene alla fase giovanile dell'artista, è un chiaro omaggio al Cristo morto di Andrea Mantegna.
Non è dato sapere come Annibale, già in quegli anni, possa aver conosciuto il precedente mantegnesco (a sua volta dalla storia assai complessa) e forse al tempo ne vide solo una copia.
Il legame tra le due opere è però indubitabile: Cristo è infatti rappresentato sul sudario in un ardito scorcio che mette in piedi in primo piano. A differenza dell'opera di Mantegna, Carracci eliminò le figure dei dolenti e fece scartare il corpo di lato, in modo da mostrare con più realismo il torace della figura e occupare l'intero campo della tela, eliminando una certa rigidità dell'opera quattrocentesca. Se le ferite risultano più di maniera, in primo piano l'artista collocò gli strumenti della Passione, che esaltano la brutalità del martirio.
Si ipotizza che la tela, di un Annibale ancora molto giovane, sia una sorta di esercizio nella complessa tecnica dello scorcio e proprio per questo abbia utilizzato come modello uno degli esempi più celebri e da sempre apprezzati in materia, come appunto il Cristo morto di Mantegna. L'esperimento può forse essere collegato alle ricerche carraccesche avviate nell'ambito dell'Accademia degli Incamminati, cioè la scuola messa in piedi dallo stesso Annibale con il fratello Agostino e il cugino Ludovico, che vedeva la luce a Bologna proprio negli stessi anni di presumibile realizzazione del dipinto conservata nel ventunesimo secolo a Stoccarda.

## Altre immagini
Il modello di Mantegna:

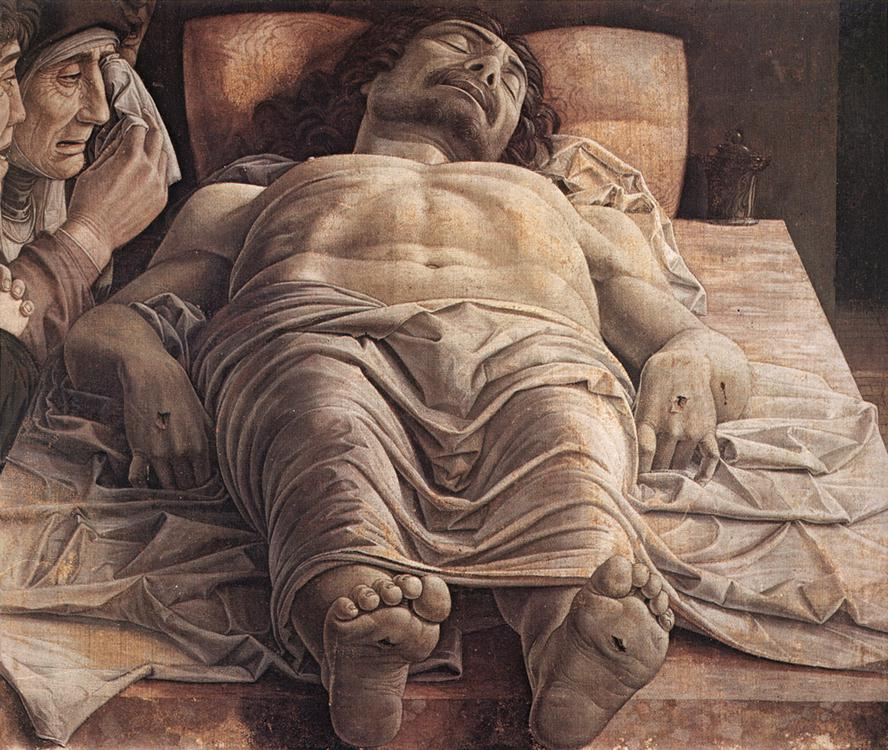
Andrea Mantegna, Cristo morto, 1475-1478, Milano, Pinacoteca di Brera